# Ratpenat llengut de Geoffroy
El ratpenat llengut de Geoffroy (Anoura geoffroyi) és una espècie de fil·lostòmid dels tròpics d'Amèrica. Es tracta d'un ratpenat de mida mitjana que té una longitud al voltant dels 7 centímetres i un pes que varia entre 10 i 15 grams. Té un pelatge que varia entre el marró fosc i el marró clar al cos, amb les parts baixes de color marró grisenc i el coll i les espatlles de color gris argent. Les ales són de color negre o marró molt fosc, mentre que la membrana que té entre les potes és relativament petita i està coberta de pèl. Aquesta espècie no té cua. El seu musell és llarg i les orelles són curtes i arrodonides. La llengua és llarga i extreta i té l'extrem puntegut i cobert d'unes papil·les fines que l'ajuden a xuclar el nèctar quan s'alimenta.
La mida entre mascles i femelles no varia massa al Brasil, encara que s'ha documentat que les femelles tenen uns avantbraços lleugerament més llargs a Trinitat i Tobago.

## Ecologia
El ratpenat llengut de Geoffroy viu des del nord de Mèxic, a través de bona part de Centreamèrica, al nord de Sud-amèrica, al Perú i a parts de Bolívia i el Brasil immediatament al sud de la conca amazònica. També viu a Trinitat i Tobago i Grenada. Habita a entorns de bosc en elevacions entre els 400 i 2.500 metres per sobre del nivell del mar, que inclouen boscos de pins i roures, selves nebuloses, cerrado i terres de correu. Se'n diferencien tres subespècies: Anoura geoffroyi geoffroyi — a Bolívia, Brasil, l'est de Colòmbia, Veneçuela i Guaiana, Anoura geoffroyi lasiopyga — a Mèxic, Centreamèrica, l'oest de Colòmbia i l'Equador, Anoura geoffroyi peruana — al Perú.
Són animals nocturns que viuen en coves prop de l'aigua durant el dia, tant en solitari com en colònies formades per fins a 300 individus,
encara que les colònies solen ser d'entre 20 i 75 membres. És una espècie que vola ràpid i és capaç de surar. Utilitza la visió i l'ecolocalització per navegar, i té un oïda sensible als sons entre els 65 i 75 kHz. Donat que s'alimenta d'insectes similars als que mengen altres espècies de ratpenat, pot evitar la competició alimentant-se a altituds que no afavoreixen als altres competidors.
Es tracta d'una espècie principalment insectívora, que s'alimenta en un 90% d'arnes i coleòpters, encara que també s'alimenta d'alguns fruits i xucla el nèctar i el pol·len d'una gran varietat de flors.
En algunes parts s'ha documentat que poden subsistir alimentant-se exclusivament de nèctar.
L'aparellament del ratpenat llengut de Geoffroy sembla que té lloc principalment entre el març i l'agost, corresponent a l'estació de pluges, de manera que les cries neixen quan l'aliment és més abundant. En qualsevol cas, la temporada exacte d'aparellament, si és que existeix alguna, sembla que varia al llarg de la seva àrea de distribució. El període de gestació té una durada de 4 mesos. Els naixements varien en funció de la situació geogràfica. A Nicaragua es donen al juliol, a Perú al juny, a Costa Rica al març, etc.